# Aphanius baeticus
Aphanius baeticus е вид лъчеперка от семейство Cyprinodontidae. Видът е застрашен от изчезване.

## Разпространение
Разпространен е в Испания.

## Описание
На дължина достигат до 3 cm.
Популацията на вида е намаляваща.